# Wojskowe Centrum Kształcenia Medycznego
Wojskowe Centrum Kształcenia Medycznego im. gen. bryg. dr. med. Stefana Hubickiego (WCKMed.; WCKM) –  realizująca kształcenie i szkolenie żołnierzy na potrzeby Sił Zbrojnych RP.

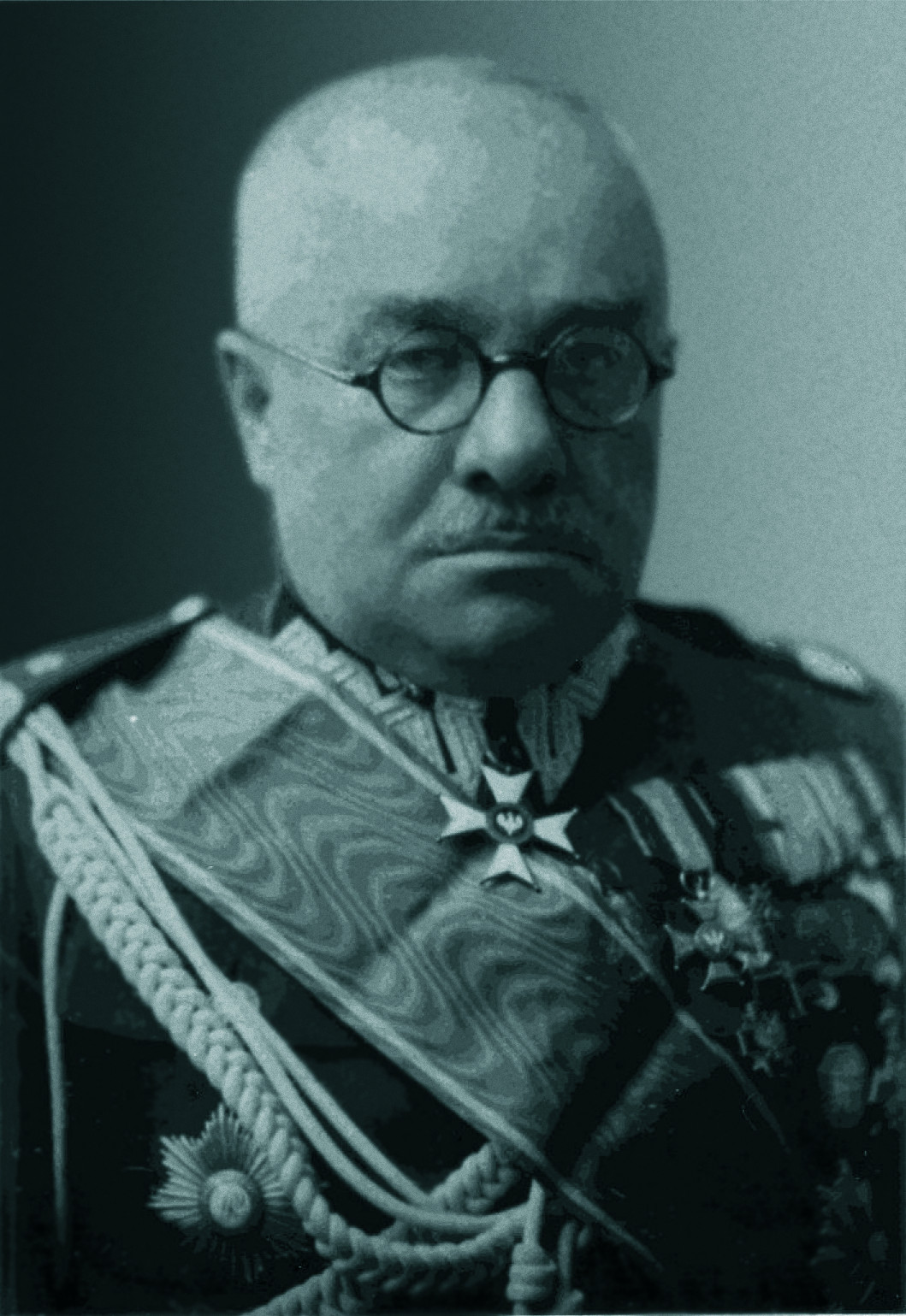
Patron gen. bryg. dr med. Stefan Hubicki

## Formowanie
Wojskowe Centrum Kształcenia Medycznego powstało w dniu 1 stycznia 2011 roku na podstawie decyzji Nr 90/Org/P1 Ministra Obrony Narodowej z dnia 3 listopada 2010 roku. Zostało utworzone w wyniku przeformowania Centrum Szkolenia Wojskowych Służb Medycznych.

## Cele i zadania
Centrum, to jednostka szkolnictwa wojskowego podporządkowana Dowódcy Generalnemu RSZ, która realizuje szkolenie żołnierzy w ramach kursów kwalifikacyjnych, doskonalących i specjalistycznych a w szczególności;
- kandydatów  na żołnierzy zawodowych (podchorążych, kadetów i elewów) korpusu  medycznego we współdziałaniu ze szkołami wojskowymi i cywilnymi  uczelniami medycznymi, w szczególności Kolegium Wojskowo-Lekarskim Uniwersytetu Medycznego w Łodzi
- oficerów i podoficerów korpusu medycznego,
- certyfikowany kurs CLS (Combat Lifesaver) oraz Szkolenie w zakresie Kwalifikowanej Pierwszej Pomocy (KPP),
- szkolenie  medyczne i wojskowe-medyczne żołnierzy do realizacji zadań w macierzystych jednostkach oraz  zakwalifikowanych do służby w  składzie Polskiego Kontyngentu Wojskowego (PKW), Grupy Bojowej Unii  Europejskiej (GB UE) i innych komponentów wojskowych,
- organizuje egzaminy na klasę kwalifikacyjną podoficerów i szeregowych zawodowych korpusu osobowego medycznego,
- szkolenie wojskowo-medyczne żołnierzy w ramach służby przygotowawczej.

W strukturze organizacyjnej Centrum wyodrębniono Wydział Dydaktyczny,  który realizuje szkolenie słuchaczy  poszczególnych kursów oraz szkolenie żołnierzy i pracowników wojska  Centrum. Planowanie i organizację procesu dydaktycznego Centrum koordynuje Inspektor Rodzajów Wojsk DG RSZ. Zajęcia dydaktyczne realizowane są na podstawie programu  szkolenia danego kursu. Kandydatów na poszczególne kursy (żołnierzy  zawodowych) kwalifikuje Szef Zarządu Wojskowej Służby Zdrowia  Inspektoratu Rodzajów Wojsk DG RSZ zgodnie  z limitem, terminem i czasem określonym w "Harmonogramie doskonalenia  zawodowego realizowanym w Wojskowym Centrum Kształcenia Medycznego..." w  danym roku kalendarzowym.
Ważnym obszarem bieżącej działalności służbowej WCKMed. jest również:
- kultywowanie chlubnych tradycji oręża polskiego, wojskowej służby zdrowia i wojskowego szkolnictwa medycznego,
- promowanie  służby wojskowej i zawodu żołnierza w ramach organizowanych ceremonii i  uroczystości wojskowych, zawartych porozumień o współpracy z  organizacjami pozarządowymi i innymi partnerami społecznymi oraz  podczas  pokazów i szkoleń z udzielania pierwszej pomocy,
- doskonalenie instruktorsko-metodyczne kadry dowódczej i dydaktycznej,,
- pozyskanie  i wykorzystanie nowoczesnych elementów bazy dydaktycznej, ze  szczególnym uwzględnieniem medycznych urządzeń szkolno-treningowych  (symulatorów, fantomów makiet, zestawów itp.),
- realizowanie zadań służbowych zabezpieczających funkcjonowanie Centrum jako jednostki wojskowej.

25 lipca 2011 roku sekretarz stanu do spraw społecznych i profesjonalizacji Czesław Piątas, działając z upoważnienia Ministra Obrony Narodowej, przekazał Wojskowemu Centrum Kształcenia Medycznego dziedzictwo tradycji:
- Wojskowej Szkoły Sanitarnej (1922–1925),
- Oficerskiej Szkoły Sanitarnej (1925–1928),
- Szkoły Podchorążych Sanitarnych (1928–1930),
- Centrum Wyszkolenia Sanitarnego (1930--1939),
- Centrum Wyszkolenia Sanitarnego (1939-1940),
- Wojskowego Centrum Wyszkolenia Medycznego (1950-1958),
- I Centralnego Szpitala Klinicznego WAM (1958-2002),
- Centrum Szkolenia Wojskowych Służb Medycznych (2002-2010),

oraz nadał mu imię gen. bryg. dr. med. Stefana Hubickiego i ustanowił dzień 6 września dorocznym świętem Wojskowego Centrum Kształcenia Medycznego.
Decyzją Ministra Obrony Narodowej Nr 3/MON z dnia 5 stycznia 2012 roku wprowadzono odznakę pamiątkową Wojskowego Centrum Kształcenia Medycznego.

## Elementy rozpoznawcze WCKMed.

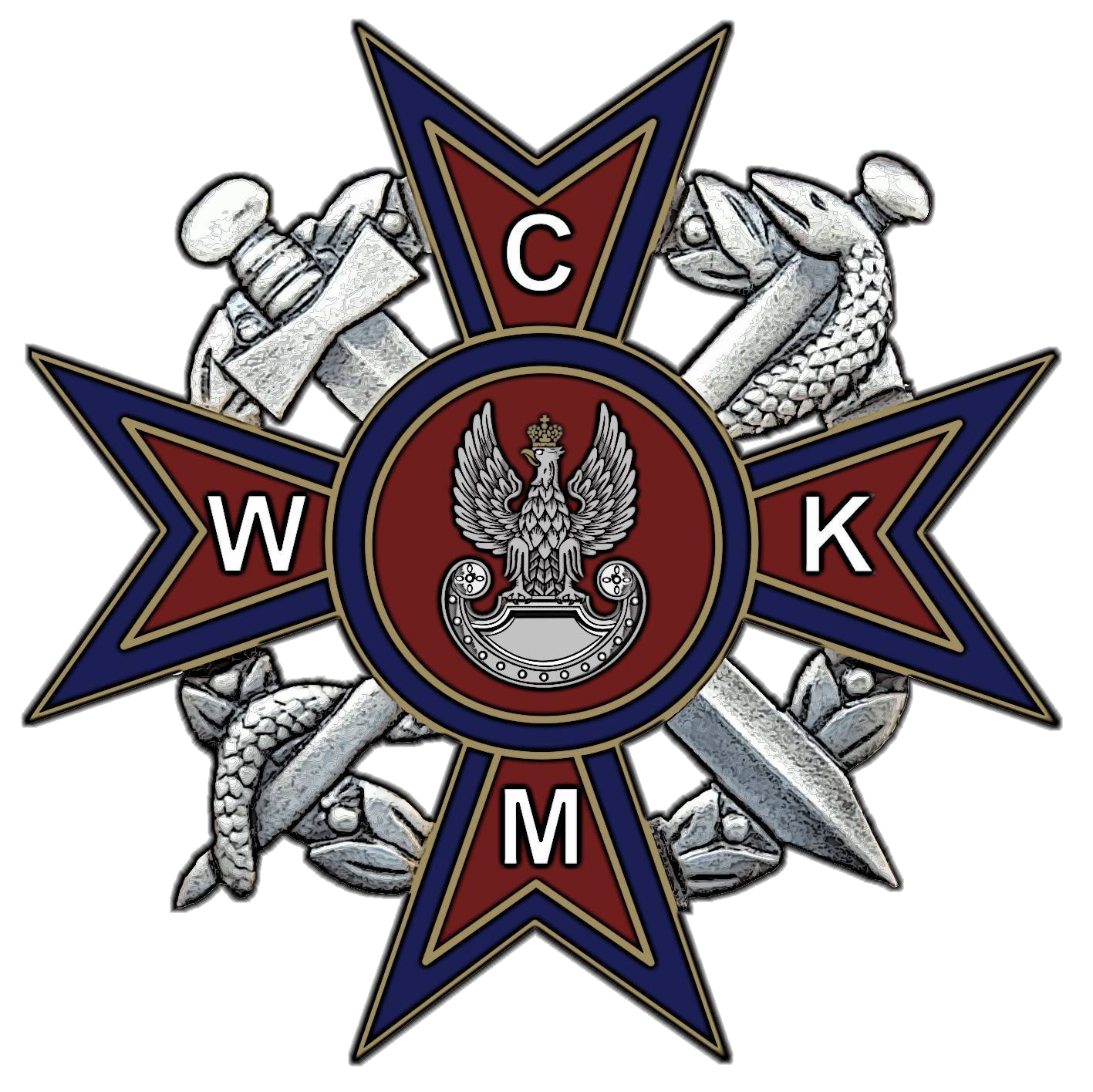
Odznaka pamiątkowa
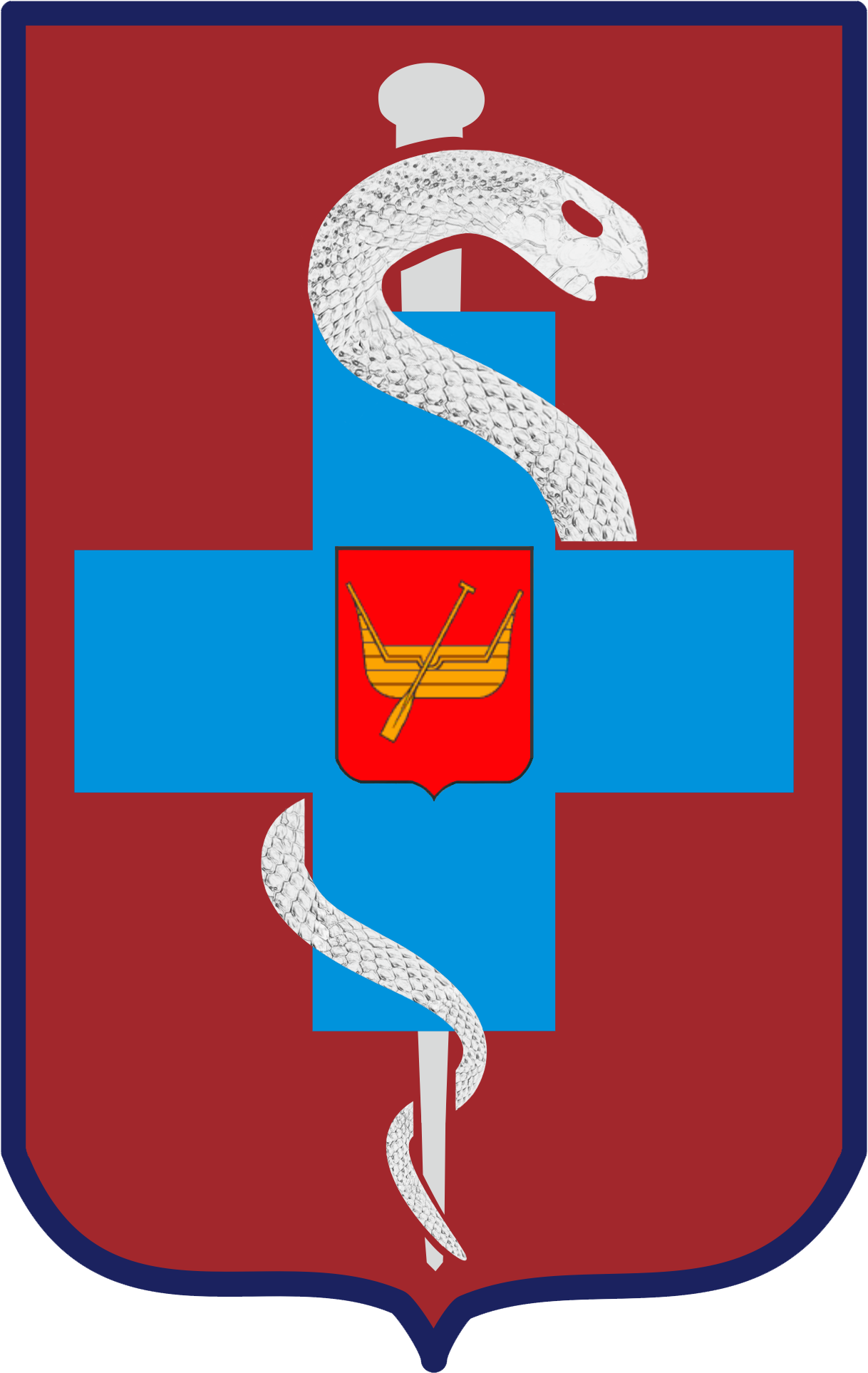
Oznaka rozpoznawcza
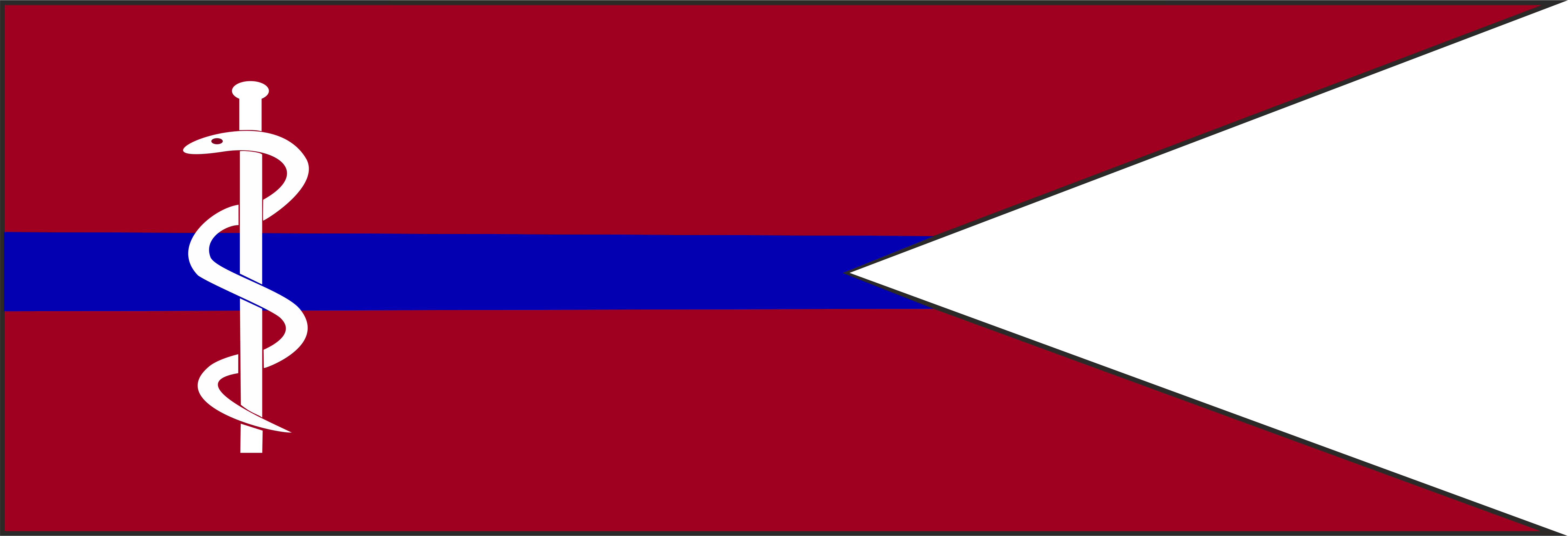
Proporczyk na beret

## Inne informacje
W 2019 roku Wojskowe Centrum Kształcenia Medycznego w Łodzi uzyskało status Centrum Szkolenia NAEMT (National Association Of Emergency Medical Technicians).Tym samym Centrum uprawnione jest to organizowania kursów TCCC dla personelu medycznego oraz żołnierzy bez wykształcenia Medycznego. Proces certyfikacji polegał na zdobyciu uprawnień instruktorów TCCC przez żołnierzy Centrum w Ośrodku Allied Centre for Medical Education – ACME – Shape w Belgii, zatwierdzeniu wymagań w zakresie ośrodka szkolenia (sale ćwiczeń, symulatory, fantomy, sprzęt medyczny).